# Tomokazu Harimoto
Tomokazu Harimoto (張本 智和 Harimoto Tomokazu?, Sendai Miyagi, Japón; 27 de junio de 2003) es un jugador de tenis de mesa japonés. Él es descendiente de chinos porque sus padres vivieron y se formaron en China. En la Copa Mundial de 2017, llegó a los cuartos de final a la edad de 13 años.

## Palmarés internacional
| Juegos Olímpicos   | Juegos Olímpicos | Juegos Olímpicos  | Juegos Olímpicos |
| Año                | Lugar            | Medalla           | Prueba           |
| ------------------ | ---------------- | ----------------- | ---------------- |
| 2020               | Tokio            | Medalla de bronce | Equipo           |
| Campeonato Mundial |                  |                   |                  |
| Año                | Lugar            | Medalla           | Prueba           |
| 2021               | Houston          | Medalla de plata  | Dobles mixto     |
| 2022               | Chengdu          | Medalla de bronce | Equipo           |

## Carrera
Tomokazu comenzó a jugar al tenis de mesa cuando tenía dos años y desde el principio fue considerado un talento extraordinaro. En 2015, venció a los dos mejores 100 jugadores, haciendo su debut internacional. En el Abierto de Polonia en octubre de 2015, venció a Tan Ruiwu, que estaba en el 72 lugar. En la primera ronda principal, se encontró con Ma Long y se retiró con 0:4. El año 2016 fue muy exitoso para él, ya que ganó el oro en la Copa Mundial de la Juventud y también alcanzó este puesto en la competencia sub-21 en el Abierto de Japón. En 2017 ya estaba en el rango 63 en el ranking mundial. En la Copa del Mundo, llegó a los cuartos de final, donde perdió contra Xu Xin 1:4. En la Grand Final del Circuito del Mundial llegó en individuales y dobles en los últimos ocho. En 2018 también ganó varios torneos y se retiró con el equipo en la Copa del Mundo en los cuartos de final.
| Resultado  | Fecha         | Torneo                                         | Nivel      | Oponente           | Marcador                                   |
| ---------- | ------------- | ---------------------------------------------- | ---------- | ------------------ | ------------------------------------------ |
| Subcampeón | Febrero, 2017 | 2017 ITTF World Tour India Open                | World Tour | Dimitrij Ovtcharov | 6-11, 8-11, 4-11, 12-14                    |
| Ganador    | Agosto, 2017  | Seamaster 2017 ITTF World Tour Czech Open      | World Tour | Timo Boll          | 11-3, 4-11, 8-11, 11-9, 11-6, 11-9         |
| Ganador    | Junio, 2018   | Seamaster 2018 ITTF World Tour Lion Japan Open | World Tour | Zhang Jike         | 9-11, 8-11, 11-9, 11-4, 10-12, 11-7, 13-11 |

## Privado
Harimoto tiene una hermana que también juega tenis de mesa con éxito.